# Earl Morrall
(en) Statistiques sur pro-football-reference
Earl Edwin Morrall, né le 17 mai 1934 à Muskegon et mort le 25 avril 2014 à Fort Lauderdale, est un joueur américain de football américain.

## Biographie
Durant 21 saisons, il a joué comme quarterback (et occasionnellement punter) en National Football League (NFL).
Comme quarterback remplaçant, il gagne une importante notoriété. Au cours de la saison 1968, il remplace Johnny Unitas et conduit les Colts de Baltimore à une victoire au Super Bowl III. De même, lors de la saison 1972, il remplace Bob Griese et aide les Dolphins de Miami à remporter le Super Bowl VII.
Il est décédé le 25 avril 2014 au domicile de son fils à Fort Lauderdale, en Floride, à l'âge de 79 ans. Après son décès, l'examen de son cerveau a révélé qu'il souffrait d'une encéphalopathie traumatique chronique de stade 4 (le plus grave).